# Rajstopy dziecięce
Rajstopy dziecięce to rodzaj rajstop przeznaczonych dla dzieci w wieku przedszkolnym i wczesnoszkolnym. Wykonane sa najczęściej z bawełny z domieszką innych komponentów, takich jak poliamid, elastan, czy lycra. Rajstopy dziecięce są nieprzezroczyste, najczęściej jednobarwne, choć w ostatnich latach na rynku dostępne są rajstopy różnobarwne i wzorzyste, które cieszą się sporą popularnością.
Popularność rajstop dziecięcych jest różna wśród dzieci w zależności od płci i wieku dziecka. Dla dziewczynek rajstopy są powszechnym elementem ubioru o każdej porze roku, najczęściej z wyłączeniem ciepłych letnich dni. Chłopcy, z kolei, noszą rajstopy dziecięce tylko zimą lub późną jesienią, kiedy temperatura na dworze spada istotnie poniżej zera. Noszone są przez nich wyłącznie pod spodniami pełniąc funkcję ocieplającą. Czasami, zwłaszcza młodsi chłopcy, noszą rajstopy dziecięce bez spodni, zazwyczaj w domu lub w przedszkolu. Z wiekiem, zarówno dziewczynki jak i chłopcy, noszą rajstopy dziecięce coraz mniej chętnie. Maksymalny wiek, w jakim dzieci przestają nosić rajstopy dziecięce, wynosi dla chłopców zazwyczaj ok. 10-11 lat, zaś dla dziewczynek ok. 12-13 lat.